# Toni Datković
Toni Datković (Zagreb, 6 de noviembre de 1993) es un futbolista croata que juega de defensa en el Lion City Sailors Football Club de la Liga Premier de Singapur. Fue internacional con la selección de fútbol de Croacia.

## Trayectoria
Datković comenzó su carrera en el HNK Rijeka, para en 2014 llegar al NK Pomorac 1921. Con ellos se estrenó en la segunda categoría croata, antes de dar el salto a la competición eslovena con el DNS Zavrc. Entre ese club y el FC Koper, sumó 96 encuentros en la primera categoría eslovena. 
En 2017 regresó a su país de origen firmando un contrato hasta 2021 por el Nogometni Klub Lokomotiva, donde disputaría casi 50 encuentros de la primera división croata.
En agosto de 2019 llegó cedido a la S. D. Huesca con opción de compra desde el N. K. Lokomotiva croata por una temporada. Dicha opción no fue ejercida y en agosto de 2020 se marchó al Aris Salónica F. C.
El 10 de enero de 2021 regresó a España tras ser prestado al F. C. Cartagena. Acabada la temporada se marchó al Real Salt Lake de la Major League Soccer, con el que firmó por dos campañas. Sin embargo, el 18 de enero de 2022 volvió al F. C. Cartagena, comprometiéndose con el club hasta junio de 2024.
El 1 de septiembre de 2023, tras rescindir su contrato con el conjunto cartagenero, firmó por el Albacete Balompié por tres temporadas. Sin embargo, el siguiente 29 de enero llegó a un acuerdo para terminar su relación contractual.
El 21 de febrero de 2024 fichó por el Lion City Sailors Football Club de la Liga Premier de Singapur.

## Selección nacional
Fue internacional con la selección de fútbol sub-19 de Croacia y en 2017 se estrenó con el combinado absoluto.

## Clubes
| Club                        | País           | Año             |
| --------------------------- | -------------- | --------------- |
| H. N. K. Rijeka             | Croacia        | 2012-2014       |
| N. K. Pomorac 1921 (cedido) | Croacia        | 2012-2014       |
| N. K. Zavrč                 | Eslovenia      | 2014-2016       |
| F. C. Koper                 | Eslovenia      | 2016-2017       |
| N. K. Lokomotiva            | Croacia        | 2017-2020       |
| S. D. Huesca (cedido)       | España         | 2019-2020       |
| Aris Salónica F. C.         | Grecia         | 2020-2021       |
| F. C. Cartagena (cedido)    | España         | 2021            |
| Real Salt Lake              | Estados Unidos | 2021-2022       |
| F. C. Cartagena             | España         | 2022-2023       |
| Albacete Balompié           | España         | 2023-2024       |
| Lion City Sailors F. C.     | Singapur       | 2024-actualidad |

## Palmarés

### Títulos nacionales
| Título           | Club                    | País     | Año  |
| ---------------- | ----------------------- | -------- | ---- |
| Community Shield | Lion City Sailors F. C. | Singapur | 2024 |

### Distinciones individuales
| Distinción                                 | Año     |
| ------------------------------------------ | ------- |
| Once ideal de la Primera Liga de Eslovenia | 2015-16 |